# Frostetola
Frostetola é um gênero de traça pertencente à família Brachodidae.